# Be Free
"Be Free" é uma canção da artista musical mexicana, Belinda, lançado como sexto single de seu álbum de estreia de mesmo nome.

## Lista de faixas
| Download digital |           |                |         |  |
| N.º              | Título    | Compositor(es) | Duração |  |
| 1.               | "Be Free" | Belinda        | 3:35    |  |

## Desempenho nas tabelas musicais

### Posições
| Parada musical (2012)                | Melhor posição |
| ------------------------------------ | -------------- |
| Eslovênia – IFPI Slovenská Republika | 62             |
| México – México Top 100              | 3              |